# Моє життя (мультфільм)
Моє́ життя́ — російський короткометражний мультиплікаційний фільм, знятий на студії «Артус інтернейшнл» у 2000 році.

## Сюжет
Недавно новонароджене Порося розповідає про своє життя, поки що не розбираючись в його складності та жорстокості. Навкруги нього багато байдужості, страждань та смерть, але він не помічає нічого із цього й інтерпретує з позиції наївності та оптимізму. Картина сільського побуту, безпосередній, але чорний гумор. Філософські питання, довгий погляд на сонце, що заходить.

## Творці
- Режисер — Наталія Березова
- Сценаристи — А. Яні, Максим Поляков
- Художник — Максим Поляків
- Художники-мультиплікатори — Олексій Маштаков, Олег Пічугін, Наталія Березова, Е. Захарченко, А. Яні
- Оператор — Володимир Березовий
- Продюсер — Володимир Репін
- Композитор — В. Козлова
- Звукорежисер — Н. Смірнов

## Продовження
У 2014 році вийшло продовження — мультсеріал Порося від анімаційної студії Пілот. Сюжети стали більш дитячими, але дорослий пласт зберігся. Головний герой продовжує розповідати про своє життя на фермі, бачачи його наївним дитячим поглядом.